# Keemalung
Keemalung (nep. किमालुङ) – gaun wikas samiti we wschodniej części Nepalu w strefie Kośi w dystrykcie Bhojpur. Według nepalskiego spisu powszechnego z 2001 roku liczył on 329 gospodarstw domowych i 1746 mieszkańców (935 kobiet i 811 mężczyzn).